# Bremer Straßenbahn AG
La Bremer Straßenbahn AG , sigla BSAG, è l'azienda tedesca che svolge il servizio di trasporto pubblico autotranviario nella città di Brema e nel suo circondario.

## Esercizio
Nel 2006 l'azienda gestiva 54 linee, ripartite in 8 tranvie e 46 autolinee.

## Parco aziendale
Nel 2006 la flotta, riconoscibile dalla livrea rossa, era costituita da 123 tram snodati, 
di cui 83 a pianale ribassato, da 72 autobus e 140 autosnodati entrambi a pianale ribassato.

## Sede legale
La sede è a Brema in Flughafendamm 12.

## Galleria d'immagini

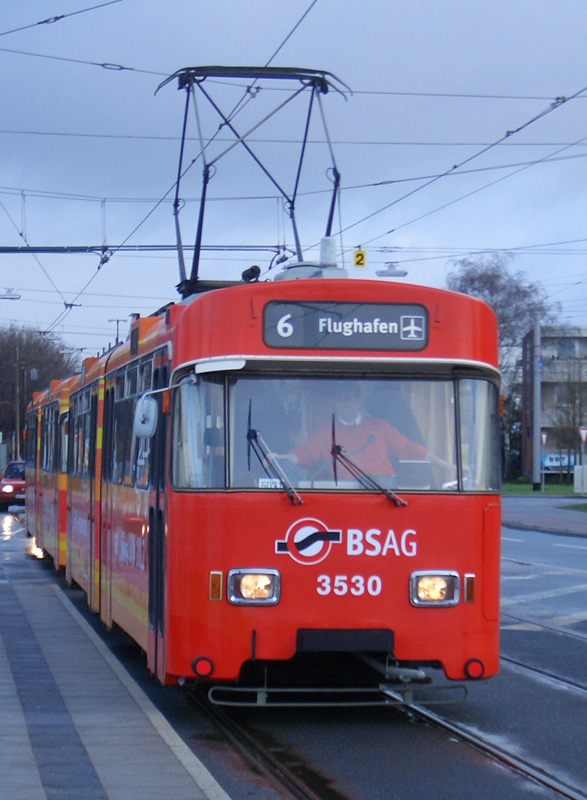
Brema: tram snodato GT4 del BSAG n. 3530 sulla linea 6
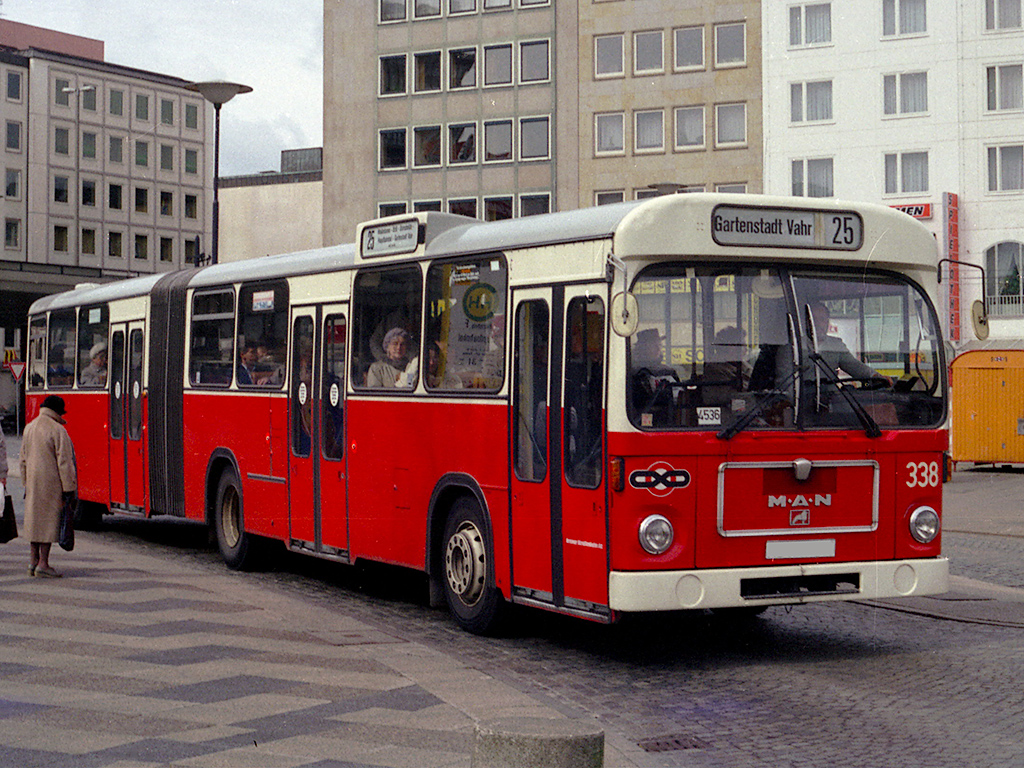
Brema: autosnodato MAN del BSAG n. 338 sulla linea 25